# I due gemelli veneziani
I due gemelli veneziani è una commedia in tre atti in prosa di Carlo Goldoni scritta e rappresentata per la prima volta a Pisa nel 1747, con Cesare D'Arbes nel doppio ruolo di Zanetto e Tonino. La commedia ottenne un vasto successo, fu replicata a Venezia, Firenze, Mantova e in altre città italiane e rimase per lungo tempo il cavallo di battaglia di D'Abbes. Nel 1751 fu portata a Vienna.

## Trama
Verona. Zanetto, figlio sciocco di un mercante e cresciuto a Bergamo, arriva in città per incontrarsi con la sua futura sposa, Rosaura, figlia del dottor Balanzoni. Zanetto ha un fratello gemello, Tonino, che è cresciuto a Venezia e che si distingue da lui perché dotato di grande intelligenza e fascino, ma è di recente caduto in disgrazia: il caso vuole che nello stesso periodo anche lui si trovi a Verona per incontrarsi con la sua amata Beatrice, affidata alle cure dell'amico Florindo affinché la difenda dalla corte insistente di un certo Lelio. In realtà Florindo insidia la stessa donna, e tenta in ogni modo di distoglierla dall'idea di sposare l'amato.
Zanetto incontra Rosaura, ma fin da subito la fanciulla nota il carattere sciatto e semplicione del ragazzo; i due si trovano però uniti da uno strano sentimento d'affetto. La fanciulla chiede consiglio al signor Pancrazio, anziano amico di famiglia, che le suggerisce di non maritarsi più: in realtà è lo stesso uomo a desiderare per sé la fanciulla. Intanto Colombina, capricciosa serva di Rosaura, cerca in ogni modo di farsi dare in sposa al servo di Zanetto Arlecchino: ogni volta che riceve un rifiuto minaccia di rivelare al promesso sposo un terribile segreto che, a suo dire, graverebbe sulla famiglia Balanzoni.
Una serie di coincidenze ed equivoci dà luogo ad uno scambio fra i due gemelli Zanetto e Tonino, che si ritrovano quindi al centro di varie peripezie scambiandosi di volta in volta il ruolo. Quando Tonino (nei panni di Zanetto) conosce Rosaura, si sente a sua volta preso da un forte e inspiegabile affetto, ma decide di non insidiarla per non venir meno alla sua fedeltà verso Beatrice; al contrario Zanetto, scambiato per il suo gemello da Rosaura e Beatrice, rischia di mandare a monte entrambi i matrimoni. Ai vari triangoli amorosi si aggiungerà il presunto furto dei gioielli portati in dono da Zanetto a Rosaura, a loro volta soggetti allo scambio tra i due fratelli, per il quale saranno accusati Pancrazio, Arlecchino e l'altro servo di casa Balanzoni, Brighella.
Preso dallo sconforto per il suo insuccesso con le donne, Zanetto chiede consiglio a Pancrazio: questi, vistosi fallire tutti i suoi piani per conquistare Rosaura, decide di togliere di mezzo il suo rivale avvelenandolo. Grazie alla morte di Zanetto, tuttavia, Tonino comprenderà finalmente che tutte le sventure accadute fino a quel momento erano frutto dello scambio tra lui e il suo gemello; con uno stratagemma, inoltre, riesce a far bere a Pancrazio lo stesso veleno con cui il vecchio ha ucciso Zanetto. Infine, Tonino rivelerà che l'affetto provato da entrambi i gemelli verso Rosaura è dovuto al fatto che ella è in realtà la loro sorella perduta Flaminia: dovendo intascare un'eredità destinata alla sua defunta figliola, Balanzoni aveva comprato la neonata dalla madre dei tre (che l'aveva avuta illegittimamente) e l'aveva cresciuta come sua.
Grazie alla dote di Zanetto, Tonino potrà finalmente sposare Beatrice, mentre Rosaura/Flaminia andrà in sposa al redento Florindo.

## Poetica
Scritta appositamente per esaltare le capacità attoriali di Cesare D'Arbes, con quest'opera - che secondo Giuseppe Ortolani deve il suo successo alla vivacità dell'intreccio e al gioco degli equivoci più che al carattere dei personaggi - il commediografo veneziano volle cimentarsi con il tema dei gemelli identici (e più in genere del doppio), che da Plauto in poi è un tema classico del teatro, della narrativa e del cinema. Nella prefazione all'edizione a stampa, Goldoni volle precisare in cosa consisteva il suo apporto innovativo: L'argomento de due simili, sebbene maneggiato da tanti ne' tempi addietro in tante fogge, mi è paruto atto a produr sempre nuove e non più immaginate Commedie. Quella di Plauto, intitolata i "Menecmi", è la fonte universale donde tutti gli altri, che vennero poi, cavaron le loro. Una cosa mi è certamente riuscita in questa Commedia, che non so a qual altro Comico Poeta sia mai riuscita. Per ben condurre al suo termine la mia azione, mi è convenuto far morire in iscena uno de’ due Gemelli, e la di lui morte, che difficilmente tollerata sarebbe in una Tragedia, non che in una Commedia, in questa mia non reca all’uditore tristezza alcuna; ma lo diverte per la sciocchezza ridicola, con cui va morendo il povero sventurato. Io non credo arrogante la mia franca asserzione, quando ricordomi delle risa da cui si smascellavano gli spettatori universalmente, sul momento delle sue agonie e de' suoi ultimi respiri. Peraltro esser può che, in leggendola, il ridicolo che vi è non risalti tanto, quanto fece animato dalla grazia del valoroso Comico. Ma la Commedia è Poesia da rappresentarsi, e non è difetto suo che ella esiga, per riuscir perfettamente, de’ bravi Comici che la rappresentino, animando le parole col buon garbo d’un’azione confacevole; checché ne possan dir i severi Critici, egli è certo che tutti coloro i quali han veduto rappresentar la morte di Zanetto, han confessato esser ella uno de’ pezzi più ridicoli e nuovi della Commedia.